# Список переименованных населённых пунктов Вологодской области
В данном списке приведены населённые пункты, расположенные согласно современному административно-территориальному делению в Вологодской области России, название которых изменялось.

## Б
- Леденгск → имени Бабушкина (сельский населённый пункт)[1]

## В
- Устюг (1147) → Великий Устюг (XVI в.)

## Г
- Попадьино → Горка (сельский населённый пункт)[2]
- Горушка-Гнилуха → Горушка (сельский населённый пункт)[3]

## Д
- Дрищево → Дружково (сельский населённый пункт)[3]
- Дураково → Дубки (сельский населённый пункт)[3]

## З
- Вралово → Замошье (сельский населённый пункт)[4]
- Поповка → Заречная (сельский населённый пункт)[2]

## К
- Синебрюхово → Калинкино (сельский населённый пункт)[2]
- Дурачиха → Камешница (сельский населённый пункт)[3]
- Крохинский Мост → Каргулино (сельский населённый пункт)[3]
- Крысиха → Ключевая (сельский населённый пункт)[3]
- Брюхово → Козланга (сельский населённый пункт)[3]
- Керстан → Колошма (сельский населённый пункт)[5]
- Дураково → Кольцово (сельский населённый пункт)[6]
- Царёвская → Краснознаменская (сельский населённый пункт)[7]
- Бездушниково → Красноселье (сельский населённый пункт)[3]

## Л
- Гробищево → Луза (сельский населённый пункт)[3]

## М
- Поповка → Малиновка (сельский населённый пункт)[2]
- Казенный Хутор → Мегринский (сельский населённый пункт)[3]
- Котельниково → Можайское (сельский населённый пункт)[2]

## П
- Злобиха → Перекс (сельский населённый пункт)[3]
- Брехово → Перово (сельский населённый пункт)[3]
- Посёлок дома инвалидов → пос. Подосиновец[3]
- Голодаево → Привольная (сельский населённый пункт)[3]
- Остолопово → Приозерье (сельский населённый пункт)[3]
- Глухая → Присухонская (сельский населённый пункт)[3]

## Р
- Дурково → Радуга (сельский населённый пункт)[3]
- Брюхово → Раздольная (сельский населённый пункт)[3]
- Титькино → Рассвет (сельский населённый пункт)[3]
- Дураково → Родниково (сельский населённый пункт)[3]
- Бесхлебново → Рябиновка (сельский населённый пункт)[3]

## С
- Белые Кресты → Сазоново (1947, посёлок городского типа)[8]
- Яшкина Запань → Светлый Ключ (сельский населённый пункт)[3]
- Кобелиха → Сорожино (сельский населённый пункт)[3]
- Благовещенье → Сосновка (сельский населённый пункт)[2]

## Ч
- Белый Бычок → Чагода (1932, посёлок городского типа)[8]
- Чертунья → Черемухово (сельский населённый пункт)[3]
- Тюрьмы → Черемушки (сельский населённый пункт)[3]
- Чистая Баба → Чистая (сельский населённый пункт)[3]

## Ш
- Гараж → Шарженга (сельский населённый пункт)[3]
- Усть-Угла → Никольское → Шексна (1954, посёлок городского типа)[9]
- Вонявино → Шиловка (сельский населённый пункт)[3]

## Я
- Нефтетара → Ягодный (сельский населённый пункт)[3]

## Источник
- Е. М. Поспелов. Имена городов: вчера и сегодня (1917—1992): Топонимический словарь. — Москва: Русские словари, 1993. — 249 с.